# Stelana Kliris
Stelana Kliris (griechisch Στελάνα Κληρή; * 20. Jahrhundert in Südafrika) ist eine zyprische Filmregisseurin, Produzentin und Drehbuchautorin, deren Spielfilm Find Me Falling der erste zypriotische Film wurde, der von dem Video-on-Demand Unternehmen Netflix gekauft wurde.

## Leben und Karriere
Stelana Kliris wurde als Tochter zyprischer Einwanderer in Südafrika geboren. Sie gab in einem Interview an, dass sie Bücher und Filme schon in ihrer Kindheit fasziniert hätten und der Wunsch, eigene Geschichten erzählen zu können, sie zu dem Schritt motiviert hätten, Filmschaffende zu werden. Sie studierte Journalismus an der Rhodes University Südafrika und Regie an der New York Film Academy der Universal Studios in Los Angeles. Anschließend lebte sie in London und Athen, 2010 zog sie in ihr Herkunftsland.
In Zypern ist sie sowohl für ihr Mitwirken bei zahlreichen Produktionen, also auch als Regisseurin bekannt. Sie ist Mitglied des European Women's Audiovisual Network (EWA) und der Vereinigung zyprischer Regisseure (Ενωση Σκηνοθέτων Κύπρου, Directors Guild of Cyprus). Im Jahr 2002 wurde ihr Kurzfilm Help, den sie für eine öffentliche Ankündigung der Organisation gegen Gewalt an Frauen in Afrika POWA (People Opposing Women Abuse) drehte, ausgezeichnet und international ausgestrahlt.
Ihr 2011 gedrehter Kurzfilm The Fiddler, der auf der Lebenserfahrung ihres Großvaters beruht, wurde zum Internationalen Kurzfilmfestival von Drama eingeladen und erhielt dort eine Ehrenauszeichnung. Sie führte 2014 Regie bei dem ersten in Zypern produzierten, unabhängigen Spielfilm nach der Wirtschaftskrise und der Kürzung der staatlichen Kinoförderung. Trotz des geringen Budgets wurde dieser Film namens Committed in mehreren Ländern vertrieben und erhielt eine Option für ein Hollywood-Remake. Außerdem produzierte sie den preisgekrönten Debütfilm Pause der Regisseurin Tonia Mishiali, der 2018 auf dem Karlovy Vary International Film Festival uraufgeführt und von Rotten Tomatoes zu einem der gewagtesten Filme des Jahres 2019 gekürt wurde. Pause gewann auf dem Internationalen Filmfestival von Thessaloniki 2018 den Fipresci Award für einen griechischen Film.
Stelana Kliris nahm mit der Serie Life Unexpected, für die sie das Drehbuch schrieb, am Midpoint Institute TV Launch Programme 2019 teil, das europäische Filme fördert. Sie gründete 2016 die Filmproduktionsfirma Meraki Films, um sowohl ihre eigenen Filme als auch die von einheimischen Filmschaffenden, insbesondere Frauen, zu präsentieren. Meraki Films entwickelt mehrere neue Projekte, darunter My name is Lily, der 2026 fertiggestellt werden soll.
Ihr 2022 auf Zypern gedrehter Film Find Me Falling mit Harry Connick Jr. in der Hauptrolle wurde vom zyprischen Ministerium für Bildung und Kultur und einer Produktionsfirma aus Hollywood finanziert und war vom Budget und Cast her der bis dahin größte zyprische Film, der je in Zypern gedreht wurde. Der Film ist seit Juli 2024 auf der Streamingplattform Netfix abrufbar. Stelana Kliris charakterisierte ihren Film mit folgenden Worten: „This film is a love letter to Cyprus, and I hope that it transports audiences and gives them a little bit of magical escapism“ (Dieser Film ist ein Liebesbrief an Zypern, und ich hoffe, dass er das Publlikum mitreißt und ihnen ein wenig magischen Eskapismus beschert).
Stelana Kliris ist verheiratet und hat eine Tochter.

## Filmografie
- 2002: Flame of Peace – The Olympic Truce (Kurzfilm)
- 2002: Hope (öffentliche Ankündigung zum Missbrauch von Frauen, Regie)
- 2002: Unmasking Mavis (Kurzfilm)
- 2007: Makin´ Whoopee (Musikvideo)
- 2009: The Fiddler (Kurzfilm, Regie, Drehbuch und Produktion)
- 2013: Committed (Spielfilm, Regie, Drehbuch und Produktion)
- 2018: Πέρα από τ’ Αστέρια (To the Moon and Back) (Kurzfilm, Regie, Drehbuch und Produktion)
- 2018: Παύση (Pause) (Spielfilm, Produktion)
- 2024: Find Me Falling (Spielfilm, Regie und Drehbuch)